# Pipistrellus collinus
Pipistrellus collinus — вид роду нетопирів.

## Середовище проживання
Країни поширення: Індонезія, Папуа Нова Гвінея. Записаний між 700 і 2900 м над рівнем моря. Мешкає в тропічних пагорбових лісах, в середньої висоти гірських лісах і в садах. Спочиває в дуплах стовбурів. Полює на комах у повітрі.

## Загрози та охорона
Загрози для даного виду не відомі. Цей вид, як передбачається, присутній у деяких природоохоронних територіях.